# 塔尼娅·哈福德
塔尼娅·哈福德（英語：Tanya Harford，1958年11月28日—），生于开普敦，南非女子网球运动员。她曾在1981年法国网球公开赛搭档同胞罗莎琳·费尔班克获得女子双打冠军。